# Greenfield (Wisconsin)
Greenfield város az USA Wisconsin államában, Milwaukee megyében. Lakosainak száma 37 803 fő (2020. április 1.).

## Népesség
A település népességének változása:

| 2010 | 36 720 |
| 2020 | 37 803 |